# Sebastián Abreu
Washington Sebastián Abreu Gallo, noto semplicemente come Sebastián Abreu (Minas, 17 ottobre 1976), è un allenatore di calcio ed ex calciatore uruguaiano, di ruolo attaccante, tecnico del Dorados.
Sesto nella classifica dei migliori marcatori della Celeste con 26 gol, è soprannominato El Loco e El Elegido.
Unico giocatore al mondo ad essere stato in 31 club in una carriera.

## Biografia
Suo figlio Diego è un calciatore professionista.

## Carriera

### Club
Attaccante dotato di un imponente fisico e grande fiuto del gol, ha girovagato tra Centro America, Sud America e in Europa, dove, acquistato dal Deportivo La Coruña, non ha però riscosso grande successo. Ha poi giocato per diversi anni tra Messico, Argentina, Brasile e Uruguay, realizzando molte reti, soprattutto con Cruz Azul (46 realizzazioni in due anni) e Nacional (37), e affermandosi per quattro volte capocannoniere della Primera División messicana.
Inizia la carriera in patria, tra le file del Defensor Sporting. Il 12 aprile 1996 firma le sue prime reti in una competizione internazionale mettendo a segno una doppietta in Coppa Libertadores contro l'Universitario, match finito 2-0. Nel 1996 si trasferisce al San Lorenzo per l'equivalente di 350.000 euro, segnando 26 gol in due campionati.
Nel gennaio del 1998 si trasferisce in Europa, acquistato dagli spagnoli del Deportivo La Coruña in cambio di una cifra equivalente a € 5 milioni. Segna all'esordio, il 4 gennaio 1998, nel successo maturato contro lo Sporting Gijón realizzando il 2-1 finale a cinque minuti dalla fine della partita di campionato. Dieci giorni dopo va in gol anche in Coppa del Re contro l'Osasuna, firmando l'unico gol del match nel corso della ripresa. Nel resto del campionato segna solamente altre due reti, contro Barcellona e Real Oviedo partite vinte rispettivamente per 3-1 e 2-1.
Dopo la sua breve esperienza europea, il suo cartellino resta al Deportivo che lo gira in prestito fino al 2004: Abreu finisce per vestire le maglie di Gremio (Brasile), Tecos Guadalajara (Messico, 27 gol totali e capocannoniere del Verano 2000 con 13 centri), San Lorenzo (Argentina, 10 reti e il titolo di Clausura 2000), Nacional (Uruguay), Cruz Azul (dove vince il titolo di miglior marcatore del Verano 2002, con 19 marcature), America (Messico) e nuovamente il Tecos Guadalajara. Nell'estate del 2004, gli uruguaiani del Nacional prelevano Abreu dal Deportivo in cambio di € 200.000.
Nel gennaio 2009, dopo dieci anni di assenza, è tornato in Spagna per giocare con la Real Sociedad, nella Segunda División. Il 13 giugno dello stesso anno è stato quindi ufficializzato il suo trasferimento dalla Real Sociedad all'Aris Salonicco. Sigla il suo primo gol greco il 26 settembre nella partita contro lo Skoda Xanthi, al 90' minuto insacca con un gran colpo di testa che vale la vittoria della sua squadra per 1-0.
Nel gennaio 2010 firma con il Botafogo, con il quale gioca fino all'estate del 2012, quando viene girato in prestito al Figueirense. Dopo la breve parentesi brasiliana, Abreu decide di tornare in Uruguay per vestire la maglia del Nacional, squadra di cui aveva già fatto parte nel 2001 e nella stagione 2004-2005. Il 12 novembre 2016, l'attaccante quarantenne si accorda con i brasiliani del Bangu: trasferendosi nella sua ventitreesima squadra, Abreu entra nel guinness dei primati.

### Nazionale
Abreu conta 70 presenze e 26 reti nella nazionale uruguaiana. Con la maglia della nazionale ha anche preso parte al Mondiale 2002 e alle Copa América 2007 e 2011 vincendo quest'ultima. Viene convocato dal ct Tabárez al Mondiale 2010, dove gioca tutte le partite dell'Uruguay; nei quarti di finale, segna il rigore decisivo contro il Ghana con un cucchiaio. Viene convocato per la Copa América 2011 che verrà poi vinta proprio dalla celeste, sebbene durante il torneo egli non scenda in campo. La sua ultima presenza con la nazionale avviene il 11/11/2011 contro il Cile in una partita di qualificazione al mondiale in Brasile. In totale, con l'Uruguay ha giocato dal 1996 al 2012.

## Statistiche

### Presenze e reti nei club
Statistiche aggiornate al 24 novembre 2021.
| Stagione                 | Squadra                  | Campionato               | Campionato | Campionato | Coppe nazionali | Coppe nazionali | Coppe nazionali | Coppe continentali | Coppe continentali | Coppe continentali | Altre coppe | Altre coppe | Altre coppe | Totale | Totale |
| Stagione                 | Squadra                  | Comp                     | Pres       | Reti       | Comp            | Pres            | Reti            | Comp               | Pres               | Reti               | Comp        | Pres        | Reti        | Pres   | Reti   |
| ------------------------ | ------------------------ | ------------------------ | ---------- | ---------- | --------------- | --------------- | --------------- | ------------------ | ------------------ | ------------------ | ----------- | ----------- | ----------- | ------ | ------ |
| 1994                     | Defensor Sporting        | PDU                      | 8          | 6          | LLA             | 2               | 2               | -                  | -                  | -                  | -           | -           | -           | 10     | 8      |
| 1995                     | Defensor Sporting        | PDU                      | 7          | 6          | LLA             | 3               | 3               | -                  | -                  | -                  | -           | -           | -           | 10     | 9      |
| 1996                     | Defensor Sporting        | PDU                      | 15         | 7          | -               | -               | -               | CL                 | 6                  | 6                  | -           | -           | -           | 21     | 13     |
| Totale Defensor Sporting | Totale Defensor Sporting | Totale Defensor Sporting | 30         | 19         |                 | 5               | 5               |                    | 6                  | 6                  |             | -           | -           | 41     | 30     |
| 1996-1997                | San Lorenzo              | PDA                      | 29         | 13         | -               | -               | -               | -                  | -                  | -                  | -           | -           | -           | 29     | 13     |
| lug. 1997-gen. 1998      | San Lorenzo              | PDA                      | 14         | 13         | -               | -               | -               | -                  | -                  | -                  | -           | -           | -           | 14     | 13     |
| gen.-giu. 1998           | Deportivo La Coruña      | PD                       | 15         | 3          | CR              | 3               | 1               | -                  | -                  | -                  | -           | -           | -           | 18     | 4      |
| lug.-dic. 1998           | Grêmio                   | A                        | 7          | 1          | -               | -               | -               | -                  | -                  | -                  | -           | -           | -           | 7      | 1      |
| 1999-2000                | Tecos de la UAG          | PDM                      | 34         | 29         | -               | -               | -               | -                  | -                  | -                  | -           | -           | -           | 34     | 29     |
| 2000-2001                | San Lorenzo              | PDA                      | 25         | 10         | -               | -               | -               | CM+CL              | 2+5                | 3+3                | -           | -           | -           | 32     | 16     |
| Totale San Lorenzo       | Totale San Lorenzo       | Totale San Lorenzo       | 68         | 36         |                 | -               | -               |                    | 7                  | 6                  |             | -           | -           | 75     | 42     |
| lug.-dic. 2001           | Nacional                 | PDU                      | 18         | 17         | -               | -               | -               | -                  | -                  | -                  | -           | -           | -           | 18     | 17     |
| gen.-giu. 2002           | Cruz Azul                | PDM                      | 20         | 21         | -               | -               | -               | -                  | -                  | -                  | -           | -           | -           | 20     | 21     |
| giu.2002 -mar.2003       | Cruz Azul                | PDM                      | 23         | 16         | PPL             | 4               | 2               | CPL+CL             | 3+2                | 4+3                | -           | -           | -           | 32     | 25     |
| Totale Cruz Azul         | Totale Cruz Azul         | Totale Cruz Azul         | 43         | 37         |                 | 4               | 2               |                    | 5                  | 7                  |             | -           | -           | 52     | 46     |
| mar.2003 -lug.2003       | Nacional                 | PDU                      | 7          | 8          | -               | -               | -               | -                  | -                  | -                  | -           | -           | -           | 7      | 8      |
| lug.-dic. 2003           | América                  | PDM                      | 16         | 3          | -               | -               | -               | -                  | -                  | -                  | -           | -           | -           | 16     | 3      |
| gen.-giu. 2004           | Tecos de la UAG          | PDM                      | 17         | 5          | -               | -               | -               | -                  | -                  | -                  | -           | -           | -           | 17     | 5      |
| Totale UAG               | Totale UAG               | Totale UAG               | 51         | 34         |                 | -               | -               |                    | -                  | -                  |             | -           | -           | 51+    | 34+    |
| lug.-dic. 2004           | Nacional                 | PDU                      | 19         | 9          | -               | -               | -               | -                  | -                  | -                  | -           | -           | -           | 19     | 9      |
| gen.-giu. 2005           | Nacional                 | PDU                      | 14         | 7          | -               | -               | -               | CL                 | 4                  | 1                  | -           | -           | -           | 18     | 8      |
| 2005-2006                | Dorados                  | PDM                      | 34         | 22         | -               | -               | -               | -                  | -                  | -                  | -           | -           | -           | 34     | 22     |
| lug.-dic. 2006           | Monterrey                | PDM                      | 18         | 8          | -               | -               | -               | -                  | -                  | -                  | -           | -           | -           | 18     | 8      |
| gen.-giu. 2007           | San Luis                 | PDM                      | 14         | 5          | -               | -               | -               | -                  | -                  | -                  | -           | -           | -           | 14     | 5      |
| lug.-dic. 2007           | Tigres UANL              | PDM                      | 15         | 7          | -               | -               | -               | -                  | -                  | -                  | -           | -           | -           | 15     | 7      |
| gen.-giu. 2008           | River Plate              | PDA                      | 17         | 2          | -               | -               | -               | CL                 | 8                  | 7                  | -           | -           | -           | 25     | 9      |
| lug.-ago. 2008           | Beitar Gerusalemme       | LH                       | 5          | 1          | -               | -               | -               | UCL                | 2                  | 0                  | -           | -           | -           | 7      | 1      |
| set. 2008-gen. 2009      | River Plate              | PDA                      | -          | -          | -               | -               | -               | CS                 | 4                  | 3                  | -           | -           | -           | 4      | 3      |
| Totale River Plate       | Totale River Plate       | Totale River Plate       | 17         | 2          |                 | -               | -               |                    | 12                 | 10                 |             | -           | -           | 29     | 12     |
| gen.-giu. 2009           | Real Sociedad            | SD                       | 18         | 11         | -               | -               | -               | -                  | -                  | -                  | -           | -           | -           | 18     | 11     |
| 2009-2010                | Arīs Salonicco           | SLE                      | 8          | 3          | CG              | 1               | 2               | -                  | -                  | -                  | -           | -           | -           | 9      | 5      |
| 2010                     | Botafogo                 | A/RJ+A                   | 15+25      | 11+11      | CB              | 4               | 2               | -                  | -                  | -                  | -           | -           | -           | 44     | 24     |
| 2011                     | Botafogo                 | A/RJ+A                   | 13+23      | 9+13       | CB              | 4               | 4               | CS                 | 2                  | 0                  | -           | -           | -           | 42     | 26     |
| gen.-giu. 2012           | Botafogo                 | A/RJ+A                   | 15+2       | 11+0       | CB              | 2               | 1               | -                  | -                  | -                  | -           | -           | -           | 19     | 12     |
| Totale Botafogo          | Totale Botafogo          | Totale Botafogo          | 50+43      | 24+31      |                 | 10              | 7               |                    | 2                  | 0                  |             | -           | -           | 105    | 62     |
| lug.-dic. 2012           | Figueirense              | A                        | 5          | 0          | -               | -               | -               | CS                 | 1                  | 1                  | -           | -           | -           | 6      | 1      |
| gen.-lug. 2013           | Nacional                 | PD                       | 11         | 2          | -               | -               | -               | CL                 | 3                  | 1                  | -           | -           | -           | 14     | 3      |
| 2013-2014                | Rosario Central          | PD                       | 27         | 7          | CA              | 5               | 3               | -                  | -                  | -                  | -           | -           | -           | 32     | 10     |
| lug.-dic. 2014           | Rosario Central          | PD                       | 11         | 1          | -               | -               | -               | CS                 | 2                  | 0                  | -           | -           | -           | 13     | 1      |
| Totale Rosario Central   | Totale Rosario Central   | Totale Rosario Central   | 38         | 8          |                 | 5               | 3               |                    | 2                  | 0                  |             | -           | -           | 45     | 11     |
| gen.-giu. 2015           | Aucas                    | PCA                      | 10         | 4          | -               | -               | -               | -                  | -                  | -                  | -           | -           | -           | 10     | 4      |
| lug. 2015-gen. 2016      | Nacional                 | PD                       | 7          | 3          | -               | -               | -               | CS                 | 2                  | 0                  | -           | -           | -           | 7      | 3      |
| Totale Nacional          | Totale Nacional          | Totale Nacional          | 76         | 46         |                 | -               | -               |                    | 9                  | 2                  |             | -           | -           | 85     | 48     |
| gen.-giu. 2016           | Sol de América           | DP                       | 10         | 2          | -               | -               | -               | -                  | -                  | -                  | -           | -           | -           | 10     | 2      |
| lug. 2016-2017           | Santa Tecla              | PD                       | 21         | 13         | -               | -               | -               | -                  | -                  | -                  | -           | -           | -           | 21     | 13     |
| gen.-apr. 2017           | Bangu                    | A/RJ                     | 10         | 3          | -               | -               | -               | -                  | -                  | -                  | -           | -           | -           | 10     | 3      |
| apr.-giu. 2017           | Central                  | SD                       | 8          | 6          | -               | -               | -               | -                  | -                  | -                  | -           | -           | -           | 8      | 6      |
| lug.-nov. 2017           | Dep. Puerto Montt        | PB                       | 13         | 11         | CdC             | 2               | 0               | -                  | -                  | -                  | -           | -           | -           | 15     | 11     |
| feb.-mag. 2018           | Audax Italiano           | PD                       | 10         | 0          | -               | -               | -               | CS                 | 1                  | 0                  | -           | -           | -           | 11     | 0      |
| lug.-nov. 2018           | Magallanes               | PB                       | 8          | 3          | -               | -               | -               | -                  | -                  | -                  | -           | -           | -           | 8      | 3      |
| feb.-apr. 2019           | Rio Branco-ES            | A1/CC                    | 13         | 6          | -               | -               | -               | -                  | -                  | -                  | -           | -           | -           | 13     | 6      |
| lug.-dic. 2019           | Boston River             | PDU                      | 19         | 2          | -               | -               | -               | -                  | -                  | -                  | -           | -           | -           | 19     | 2      |
| gen.2020 -nov.2020       | Boston River             | PDU                      | 14         | 2          | -               | -               | -               | -                  | -                  | -                  | -           | -           | -           | 14     | 2      |
| Totale Boston River      | Totale Boston River      | Totale Boston River      | 33         | 4          |                 | -               | -               |                    | -                  | -                  |             | -           | -           | 33     | 4      |
| feb.2021 -mar.2021       | Athletic                 | M1/MG                    | 4          | 0          | -               | -               | -               | -                  | -                  | -                  | -           | -           | -           | 4      | 0      |
| mar. -giu.2021           | Sud América              | PDU                      | 4          | 0          | -               | -               | -               | -                  | -                  | -                  | -           | -           | -           | 4      | 0      |
| set. -nov.2021           | Olimpia de Minas         | CM                       | 8          | 7          | -               | -               | -               | -                  | -                  | -                  | -           | -           | -           | 8      | 7      |
| Totale carriera          | Totale carriera          | Totale carriera          | 718        | 359        |                 | 30+             | 20+             |                    | 47+                | 32                 |             | -           | -           | 795    | 411    |

### Cronologia presenze e reti in nazionale
| Cronologia completa delle presenze e delle reti in nazionale ― Uruguay | Cronologia completa delle presenze e delle reti in nazionale ― Uruguay | Cronologia completa delle presenze e delle reti in nazionale ― Uruguay | Cronologia completa delle presenze e delle reti in nazionale ― Uruguay | Cronologia completa delle presenze e delle reti in nazionale ― Uruguay | Cronologia completa delle presenze e delle reti in nazionale ― Uruguay | Cronologia completa delle presenze e delle reti in nazionale ― Uruguay | Cronologia completa delle presenze e delle reti in nazionale ― Uruguay |
| Data                                                                   | Città                                                                  | In casa                                                                | Risultato                                                              | Ospiti                                                                 | Competizione                                                           | Reti                                                                   | Note                                                                   |
| ---------------------------------------------------------------------- | ---------------------------------------------------------------------- | ---------------------------------------------------------------------- | ---------------------------------------------------------------------- | ---------------------------------------------------------------------- | ---------------------------------------------------------------------- | ---------------------------------------------------------------------- | ---------------------------------------------------------------------- |
| 17-7-1996                                                              | Pechino                                                                | Cina                                                                   | 1 – 1                                                                  | Uruguay                                                                | Amichevole                                                             | -                                                                      |                                                                        |
| 25-8-1996                                                              | Osaka                                                                  | Giappone                                                               | 5 – 3                                                                  | Uruguay                                                                | Amichevole                                                             | 1                                                                      |                                                                        |
| 21-1-1997                                                              | Montevideo                                                             | Uruguay                                                                | 0 – 0                                                                  | Argentina                                                              | Qual. Mondiali 1998                                                    | -                                                                      |                                                                        |
| 12-2-1997                                                              | Quito                                                                  | Ecuador                                                                | 4 – 0                                                                  | Uruguay                                                                | Qual. Mondiali 1998                                                    | -                                                                      |                                                                        |
| 2-4-1997                                                               | Montevideo                                                             | Uruguay                                                                | 3 – 1                                                                  | Venezuela                                                              | Qual. Mondiali 1998                                                    | -                                                                      |                                                                        |
| 5-6-1997                                                               | Sucre                                                                  | Uruguay                                                                | 2 – 0                                                                  | Venezuela                                                              | Coppa America 1997 - 1º turno                                          | -                                                                      |                                                                        |
| 16-11-1997                                                             | Maldonado                                                              | Uruguay                                                                | 5 – 3                                                                  | Ecuador                                                                | Qual. Mondiali 1998                                                    | 2                                                                      |                                                                        |
| 3-9-2000                                                               | Montevideo                                                             | Uruguay                                                                | 4 – 0                                                                  | Ecuador                                                                | Qual. Mondiali 2002                                                    | -                                                                      |                                                                        |
| 8-10-2000                                                              | Buenos Aires                                                           | Argentina                                                              | 2 – 1                                                                  | Uruguay                                                                | Qual. Mondiali 2002                                                    | -                                                                      |                                                                        |
| 13-2-2002                                                              | Montevideo                                                             | Uruguay                                                                | 2 – 1                                                                  | Corea del Sud                                                          | Amichevole                                                             | 2                                                                      |                                                                        |
| 17-4-2002                                                              | Milano                                                                 | Italia                                                                 | 1 – 1                                                                  | Uruguay                                                                | Amichevole                                                             | 1                                                                      |                                                                        |
| 12-5-2002                                                              | Washington                                                             | Stati Uniti                                                            | 2 – 1                                                                  | Uruguay                                                                | Amichevole                                                             | 1                                                                      |                                                                        |
| 16-5-2002                                                              | Shenyang                                                               | Cina                                                                   | 0 – 2                                                                  | Uruguay                                                                | Amichevole                                                             | 2                                                                      |                                                                        |
| 1-6-2002                                                               | Ulsan                                                                  | Uruguay                                                                | 1 – 2                                                                  | Danimarca                                                              | Mondiali 2002 - 1º turno                                               | -                                                                      |                                                                        |
| 6-6-2002                                                               | Pusan                                                                  | Francia                                                                | 0 – 0                                                                  | Uruguay                                                                | Mondiali 2002 - 1º turno                                               | -                                                                      |                                                                        |
| 11-6-2002                                                              | Suwon                                                                  | Senegal                                                                | 3 – 3                                                                  | Uruguay                                                                | Mondiali 2002 - 1º turno                                               | -                                                                      |                                                                        |
| 8-6-2003                                                               | Seul                                                                   | Corea del Sud                                                          | 0 – 2                                                                  | Uruguay                                                                | Amichevole                                                             | 1                                                                      |                                                                        |
| 20-8-2003                                                              | Firenze                                                                | Uruguay                                                                | 2 – 3                                                                  | Argentina                                                              | Amichevole                                                             | -                                                                      |                                                                        |
| 26-10-2005                                                             | Guadalajara                                                            | Messico                                                                | 3 – 1                                                                  | Uruguay                                                                | Amichevole                                                             | 1                                                                      |                                                                        |
| 21-5-2006                                                              | New Jersey                                                             | Uruguay                                                                | 1 – 0                                                                  | Irlanda del Nord                                                       | Amichevole                                                             | -                                                                      |                                                                        |
| 24-5-2006                                                              | Los Angeles                                                            | Uruguay                                                                | 2 – 0                                                                  | Romania                                                                | Amichevole                                                             | -                                                                      |                                                                        |
| 27-5-2006                                                              | Belgrado                                                               | Serbia e Montenegro                                                    | 1 – 1                                                                  | Uruguay                                                                | Amichevole                                                             | -                                                                      |                                                                        |
| 30-5-2006                                                              | Radès                                                                  | Libia                                                                  | 1 – 2                                                                  | Uruguay                                                                | LG Cup 2006 (Tunisia) - Semifinale                                     | 1                                                                      |                                                                        |
| 16-8-2006                                                              | Alessandria d'Egitto                                                   | Egitto                                                                 | 0 – 2                                                                  | Uruguay                                                                | Amichevole                                                             | -                                                                      |                                                                        |
| 27-9-2006                                                              | Maracaibo                                                              | Venezuela                                                              | 1 – 0                                                                  | Uruguay                                                                | Amichevole                                                             | -                                                                      |                                                                        |
| 18-10-2006                                                             | Montevideo                                                             | Uruguay                                                                | 4 – 0                                                                  | Venezuela                                                              | Amichevole                                                             | 1                                                                      |                                                                        |
| 7-2-2007                                                               | Cucuta                                                                 | Colombia                                                               | 1 – 3                                                                  | Uruguay                                                                | Amichevole                                                             | 2                                                                      |                                                                        |
| 2-6-2007                                                               | Sydney                                                                 | Australia                                                              | 1 – 2                                                                  | Uruguay                                                                | Amichevole                                                             | -                                                                      |                                                                        |
| 26-6-2007                                                              | Mérida                                                                 | Perù                                                                   | 3 – 0                                                                  | Uruguay                                                                | Coppa America 2007 - 1º turno                                          | -                                                                      |                                                                        |
| 3-7-2007                                                               | Mérida                                                                 | Venezuela                                                              | 0 – 0                                                                  | Uruguay                                                                | Coppa America 2007 - 1º turno                                          | -                                                                      |                                                                        |
| 10-7-2007                                                              | Maracaibo                                                              | Brasile                                                                | 2 – 2 dts (5 – 4 dtr)                                                  | Uruguay                                                                | Coppa America 2007 - Semifinale                                        | 1                                                                      |                                                                        |
| 14-7-2007                                                              | Caracas                                                                | Uruguay                                                                | 1 – 3                                                                  | Messico                                                                | Coppa America 2007 - Finale 3º posto                                   | 1                                                                      |                                                                        |
| 12-9-2007                                                              | Johannesburg                                                           | Sudafrica                                                              | 0 – 0                                                                  | Uruguay                                                                | Amichevole                                                             | -                                                                      |                                                                        |
| 13-10-2007                                                             | Montevideo                                                             | Uruguay                                                                | 5 – 0                                                                  | Bolivia                                                                | Qual. Mondiali 2010                                                    | 1                                                                      |                                                                        |
| 18-11-2007                                                             | Montevideo                                                             | Uruguay                                                                | 2 – 2                                                                  | Cile                                                                   | Qual. Mondiali 2010                                                    | 1                                                                      |                                                                        |
| 21-11-2007                                                             | San Paolo                                                              | Brasile                                                                | 2 – 1                                                                  | Uruguay                                                                | Qual. Mondiali 2010                                                    | 1                                                                      |                                                                        |
| 6-2-2008                                                               | Montevideo                                                             | Uruguay                                                                | 2 – 2                                                                  | Colombia                                                               | Amichevole                                                             | -                                                                      |                                                                        |
| 14-6-2008                                                              | Montevideo                                                             | Uruguay                                                                | 1 – 1                                                                  | Venezuela                                                              | Qual. Mondiali 2010                                                    | -                                                                      |                                                                        |
| 17-6-2008                                                              | Montevideo                                                             | Uruguay                                                                | 6 – 0                                                                  | Perù                                                                   | Qual. Mondiali 2010                                                    | 1                                                                      |                                                                        |
| 20-8-2008                                                              | Sapporo                                                                | Giappone                                                               | 1 – 3                                                                  | Uruguay                                                                | Amichevole                                                             | 1                                                                      |                                                                        |
| 10-9-2008                                                              | Montevideo                                                             | Uruguay                                                                | 0 – 0                                                                  | Ecuador                                                                | Qual. Mondiali 2010                                                    | -                                                                      |                                                                        |
| 11-10-2008                                                             | Buenos Aires                                                           | Argentina                                                              | 2 – 1                                                                  | Uruguay                                                                | Qual. Mondiali 2010                                                    | -                                                                      |                                                                        |
| 14-10-2008                                                             | La Paz                                                                 | Bolivia                                                                | 2 – 2                                                                  | Uruguay                                                                | Qual. Mondiali 2010                                                    | 1                                                                      |                                                                        |
| 19-11-2008                                                             | Parigi                                                                 | Francia                                                                | 0 – 0                                                                  | Uruguay                                                                | Amichevole                                                             | -                                                                      |                                                                        |
| 11-2-2009                                                              | Tripoli                                                                | Libia                                                                  | 2 – 3                                                                  | Uruguay                                                                | Amichevole                                                             | -                                                                      |                                                                        |
| 28-3-2009                                                              | Montevideo                                                             | Uruguay                                                                | 2 – 0                                                                  | Paraguay                                                               | Qual. Mondiali 2010                                                    | -                                                                      |                                                                        |
| 1-4-2009                                                               | Santiago del Cile                                                      | Cile                                                                   | 0 – 0                                                                  | Uruguay                                                                | Qual. Mondiali 2010                                                    | -                                                                      |                                                                        |
| 6-6-2009                                                               | Montevideo                                                             | Uruguay                                                                | 0 – 4                                                                  | Brasile                                                                | Qual. Mondiali 2010                                                    | -                                                                      |                                                                        |
| 10-6-2009                                                              | Puerto Ordaz                                                           | Venezuela                                                              | 2 – 2                                                                  | Uruguay                                                                | Qual. Mondiali 2010                                                    | -                                                                      |                                                                        |
| 12-8-2009                                                              | Algeri                                                                 | Algeria                                                                | 1 – 0                                                                  | Uruguay                                                                | Amichevole                                                             | -                                                                      |                                                                        |
| 5-9-2009                                                               | Lima                                                                   | Perù                                                                   | 1 – 0                                                                  | Uruguay                                                                | Qual. Mondiali 2010                                                    | -                                                                      |                                                                        |
| 9-9-2009                                                               | Montevideo                                                             | Uruguay                                                                | 3 – 1                                                                  | Colombia                                                               | Qual. Mondiali 2010                                                    | -                                                                      |                                                                        |
| 14-10-2009                                                             | Montevideo                                                             | Uruguay                                                                | 0 – 1                                                                  | Argentina                                                              | Qual. Mondiali 2010                                                    | -                                                                      |                                                                        |
| 18-11-2009                                                             | Montevideo                                                             | Uruguay                                                                | 1 – 1                                                                  | Costa Rica                                                             | Qual. Mondiali 2010                                                    | 1                                                                      |                                                                        |
| 3-3-2010                                                               | Berna                                                                  | Svizzera                                                               | 1 – 3                                                                  | Uruguay                                                                | Amichevole                                                             | -                                                                      |                                                                        |
| 26-5-2010                                                              | Montevideo                                                             | Uruguay                                                                | 4 – 1                                                                  | Israele                                                                | Amichevole                                                             | 2                                                                      |                                                                        |
| 11-6-2010                                                              | Città del Capo                                                         | Francia                                                                | 0 – 0                                                                  | Uruguay                                                                | Mondiali 2010 - 1º turno                                               | -                                                                      |                                                                        |
| 16-6-2010                                                              | Pretoria                                                               | Sudafrica                                                              | 0 – 3                                                                  | Uruguay                                                                | Mondiali 2010 - 1º turno                                               | -                                                                      |                                                                        |
| 22-6-2010                                                              | Rustenburg                                                             | Uruguay                                                                | 1 – 0                                                                  | Messico                                                                | Mondiali 2010 - 1º turno                                               | -                                                                      |                                                                        |
| 26-6-2010                                                              | Port Elizabeth                                                         | Uruguay                                                                | 2 – 1                                                                  | Corea del Sud                                                          | Mondiali 2010 - Ottavi di finale                                       | -                                                                      |                                                                        |
| 2-7-2010                                                               | Johannesburg                                                           | Ghana                                                                  | 1 – 1 dts (2 – 4 dtr)                                                  | Uruguay                                                                | Mondiali 2010 - Quarti di finale                                       | -                                                                      |                                                                        |
| 6-7-2010                                                               | Città del Capo                                                         | Uruguay                                                                | 2 – 3                                                                  | Paesi Bassi                                                            | Mondiali 2010 - Semifinale                                             | -                                                                      |                                                                        |
| 10-7-2010                                                              | Port Elizabeth                                                         | Uruguay                                                                | 2 – 3                                                                  | Germania                                                               | Mondiali 2010 - Finale 3º posto                                        | -                                                                      |                                                                        |
| 11-8-2010                                                              | Lisbona                                                                | Uruguay                                                                | 2 – 0                                                                  | Angola                                                                 | Amichevole                                                             | -                                                                      |                                                                        |
| 17-11-2010                                                             | Santiago del Cile                                                      | Cile                                                                   | 2 – 0                                                                  | Uruguay                                                                | Amichevole                                                             | -                                                                      |                                                                        |
| 25-3-2011                                                              | Tallinn                                                                | Estonia                                                                | 2 – 0                                                                  | Uruguay                                                                | Amichevole                                                             | -                                                                      |                                                                        |
| 29-5-2011                                                              | Montevideo                                                             | Uruguay                                                                | 1 – 2                                                                  | Germania                                                               | Amichevole                                                             | -                                                                      |                                                                        |
| 23-6-2011                                                              | Rivera                                                                 | Uruguay                                                                | 3 – 0                                                                  | Estonia                                                                | Amichevole                                                             | -                                                                      |                                                                        |
| 12-7-2011                                                              | La Plata                                                               | Messico                                                                | 0 – 1                                                                  | Uruguay                                                                | Coppa America 2011 - 1º turno                                          | -                                                                      |                                                                        |
| 11-11-2011                                                             | Montevideo                                                             | Uruguay                                                                | 4 – 0                                                                  | Cile                                                                   | Qual. Mondiali 2014                                                    | -                                                                      |                                                                        |
| Totale                                                                 |                                                                        | Presenze                                                               | 70                                                                     |                                                                        | Reti (7º posto)                                                        | 26                                                                     |                                                                        |

#### Partite non ufficiali
| Cronologia completa delle presenze e delle reti in nazionale (partite non ufficiali) ― Uruguay | Cronologia completa delle presenze e delle reti in nazionale (partite non ufficiali) ― Uruguay | Cronologia completa delle presenze e delle reti in nazionale (partite non ufficiali) ― Uruguay | Cronologia completa delle presenze e delle reti in nazionale (partite non ufficiali) ― Uruguay | Cronologia completa delle presenze e delle reti in nazionale (partite non ufficiali) ― Uruguay | Cronologia completa delle presenze e delle reti in nazionale (partite non ufficiali) ― Uruguay | Cronologia completa delle presenze e delle reti in nazionale (partite non ufficiali) ― Uruguay | Cronologia completa delle presenze e delle reti in nazionale (partite non ufficiali) ― Uruguay |
| Data                                                                                           | Città                                                                                          | In casa                                                                                        | Risultato                                                                                      | Ospiti                                                                                         | Competizione                                                                                   | Reti                                                                                           | Note                                                                                           |
| ---------------------------------------------------------------------------------------------- | ---------------------------------------------------------------------------------------------- | ---------------------------------------------------------------------------------------------- | ---------------------------------------------------------------------------------------------- | ---------------------------------------------------------------------------------------------- | ---------------------------------------------------------------------------------------------- | ---------------------------------------------------------------------------------------------- | ---------------------------------------------------------------------------------------------- |
| 3-6-2003                                                                                       | Montevideo                                                                                     | Uruguay                                                                                        | 6 – 3                                                                                          | Selección de Durazno                                                                           | Amichevole                                                                                     | 2                                                                                              |                                                                                                |
| 19-6-2007                                                                                      | Montevideo                                                                                     | Uruguay                                                                                        | 6 – 0                                                                                          | Nazionale Under-20 di calcio dell'Uruguay                                                      | Amichevole                                                                                     | 2                                                                                              |                                                                                                |
| 12-6-2011                                                                                      | Colonia del Sacramento                                                                         | Uruguay                                                                                        | 5 – 0                                                                                          | Plaza Colonia                                                                                  | Amichevole                                                                                     | 1                                                                                              |                                                                                                |
| Totale                                                                                         |                                                                                                | Presenze                                                                                       | 3                                                                                              |                                                                                                | Reti                                                                                           | 5                                                                                              |                                                                                                |

## Palmarès

### Giocatore

#### Club

##### Competizioni statali
- Campionato Carioca: 1

Botafogo: 2010

##### Competizioni nazionali
- Campionato uruguaiano: 5

Nacional: Clausura 2001, Uruguayo 2001, Apertura 2003, Apertura 2004, Uruguayo 2005
- Campionato argentino: 2

San Lorenzo: Clausura 2001
River Plate: Clausura 2008
- Primera División de Fútbol Profesional: 1

Santa Tecla: Torneo Apertura 2016

#### Nazionale
- Coppa America: 1

2011

#### Individuale
- Capocannoniere del campionato messicano: 4

Verano 2000 (14 gol, a pari merito con Agustín Delgado ed Everaldo Begines), Verano 2002 (19 gol), Apertura 2005 (11 gol, a pari merito con Matías Vuoso, Walter Gaitán e Kléber Pereira), Clausura 2006 (11 gol, a pari merito con Salvador Cabañas)